# Економічний факультет Чернівецького національного університету імені Юрія Федьковича
Економічний факультет є структурним підрозділом Чернівецького національного університету імені Юрія Федьковича. та центром економічної освіти Буковини.

## Історія факультету
Традиції економічної освіти, наукових досліджень у галузі економіки формувалися протягом усього часу існування Чернівецького національного університету імені Юрія Федьковича. Вже в перші десятиліття після відкриття університету викладалися курси народного господарства, національної економіки і статистики, фінансів. Особливий етап у розвитку економічної науки та викладання економічних дисциплін у Чернівецькому університеті пов’язаний з перебуванням тут на посаді позаштатного професора факультету відомого вченого-економіста Йозефа Алоіза Шумпетера, який з 1909 по 1911 рік викладав економічні науки у Чернівецькому університеті і де написав «гімн підприємцю» - свою фундаментальну працю «Теорія економічного розвитку» (1912).
У період перебування Буковини у складі Румунії (1918-1940) у Чернівецькому університеті функціонували дві кафедри економічного профілю: кафедра фінансів і статистики та кафедра політичної і національної економіки, викладачі яких проводили досить інтенсивну та плідну науково-дослідницьку роботу, зокрема відомі в той час Іона Гицеску, Короаме Кристофора, Бісуйоческу Дмитра, Дамяна Константина.
У жовтні 1945 року була створена кафедра політичної економії, викладачі якої викладали економічну теорію на всіх факультетах університету. Основними напрямками наукової діяльності колективу кафедри в період її становлення були проблеми вдосконалення аграрних відносин, розвитку економічної думки в 40-90-ті роки ХХ ст., впровадження госпрозрахунку в сільському господарстві.
Економічний факультет як самостійний структурний підрозділ в Чернівецькому університеті було засновано в 1971 році (наказ Міністра вищої і середньої спеціальної освіти УРСР №70 від 2 лютого 1971 року). З часу відкриття у 1990 році денного відділення економічний факультет Чернівецького державного університету перетворюється у головний центр вищої економічної освіти Буковинського регіону та Західної України. В різні періоди деканами економічного факультету були доцент Бутковський В.А. (1971-1983), доцент Свердан М.Л. (1983-1988), доцент Щурик М.В.  (1988-1993), доцент Зайцев Ю.К. (1993-1997), професор Комарницький І.Ф. (1997-2007), професор Нікіфоров П.О. (2007-2015), а з 2015 року і по теперішній час економічний факультет очолює доктор економічних наук, доцент Білоскурський Р. Р.

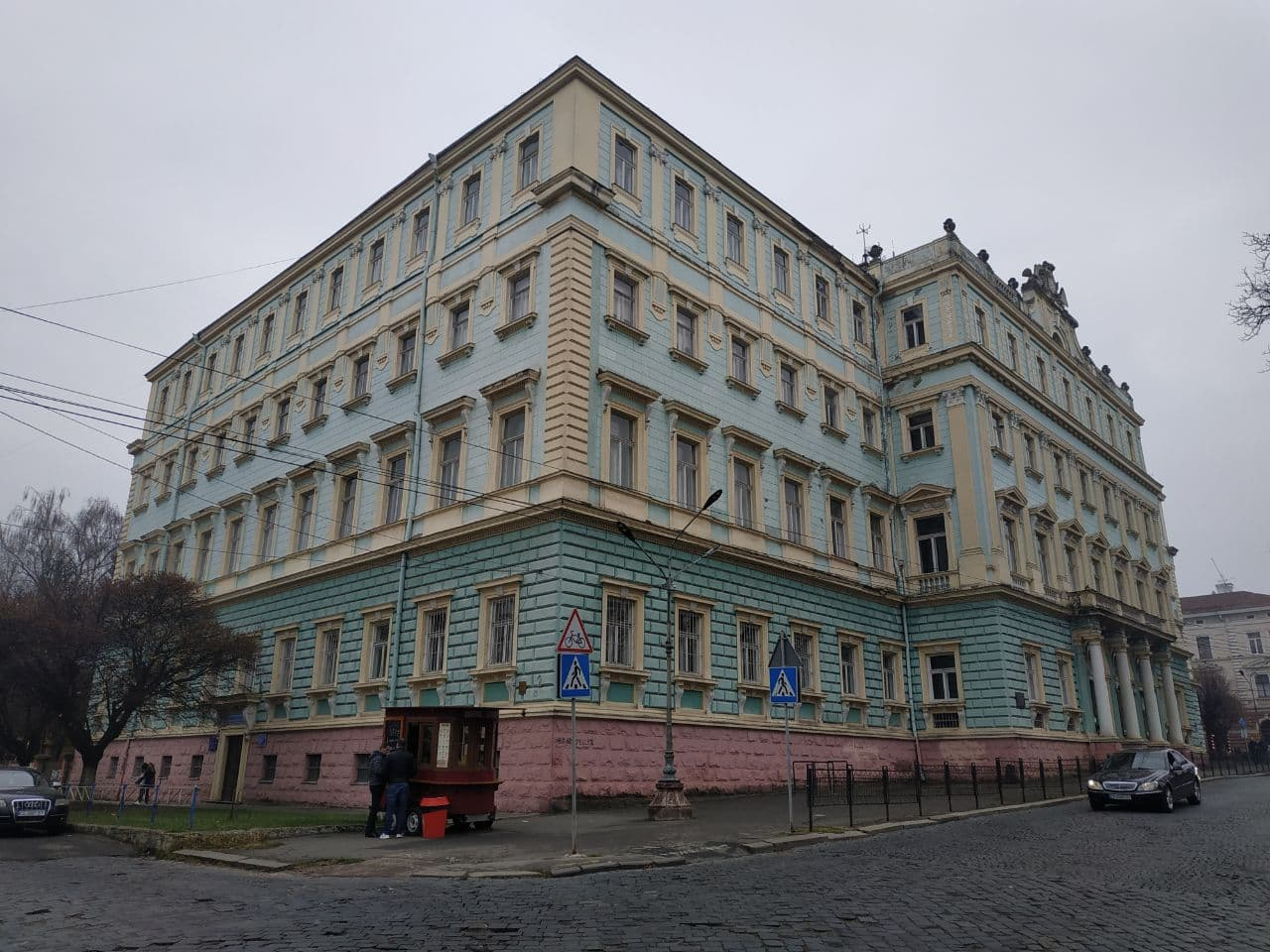
Корпус економічного факультету Чернівецького національного університету імені Юрія Федьковича

## Економічний факультет сьогодні
- 1500 студентів денної і заочної форм навчання
- 14 докторів наук та 72 кандидата наук
- 21 освітньо-професійна програма
- 25 партнерських закордонних університетів та організацій
- Понад 15 000 випускників

Місія – інноваційність, збалансованість, успіх, які реалізується через розвиток системи економічної освіти та наукової діяльності шляхом підготовки високопрофесійних та конкурентоспроможних фахівців економічних спеціальностей, здатних активно діяти в умовах ринкової економіки та соціального партнерства.
Візія – цілісна система підготовки фахівців та підвищення кваліфікації персоналу, науки та інновацій, що відповідає наявним і майбутнім суспільним потребам та є конкурентоспроможною на ринку освітніх і наукових послуг Західного регіону та України.
Слоган – «Економічний факультет- простір можливостей».

## Спеціальності та освітні програми
Спеціальності та освітні програми
- Економіка (освітні програми «Економічна кібернетика», «Управління персоналом та економіка праці»)
- Облік і оподаткування (освітня програма «Облік і оподаткування»)
- Фінанси, банківська справа та страхування (освітня програма «Фінанси, банківська справа та страхування»)
- Менеджмент (освітня програма «Менеджмент організацій і адміністрування»)
- Маркетинг (освітні програми «Маркетинг», «Маркетинг ресторанного, готельного та туристичного бізнесу»)
- Підприємництво, торгівля та біржова діяльність (освітня програма «Економіка та організація бізнесу»)
- Міжнародні економічні відносини (освітня програма «Міжнародні економічні відносини»)

Спеціальності та освітні програми магістратури
- Економіка (освітні програми «Інформаційні технології та моделювання в економіці», «HR-інжиніринг (Управління людськими ресурсами)»)
- Облік і оподаткування (освітня програма «Облік і оподаткування»)
- Фінанси, банківська справа та страхування (освітня програма «Фінанси, банківська справа та страхування»)
- Менеджмент (освітня програма «Менеджмент організацій і адміністрування»)
- Маркетинг (освітня програма «Маркетинг»)
- Підприємництво, торгівля та біржова діяльність (освітня програма «Управління бізнес-процесами»)
- Міжнародні економічні відносини (освітня програма «Міжнародні економічні відносини»)

Підготовка докторів філософії за освітніми програмами
- Економіка
- Підприємництво, торгівля та біржова діяльність
- Облік і оподаткування
- Фінанси, банківська справа та страхування

## Наукова діяльність
Актуальні напрямки наукових досліджень:
- Управління розвитком мікро- та макроекономічних систем в умовах невизначеності
- Інституційне середовище розвитку інноваційних бізнес-процесів в умовах нових соціальних викликів
- Трансформація системи регіональних ринків на основі маркетингового підходу
- Моделі та методи дослідження процесів еколого-економічної та соціально-економічної взаємодії
- Фіскальні інструменти сталого економічного розвитку
- Розвиток обліково-аналітичного забезпечення управління бізнесом
- Геостратегічні орієнтири сталого економічного розвитку України в умовах модифікації глобальних викликів

В процесі здійснення наукових пошуків та досліджень підготовлено до захисту та захищено 15 докторських та понад 70 кандидатських дисертацій, щороку викладачі економічного факультету проходять стажування у вітчизняних та закордонних університетах, читають лекції та беруть участь у спільних проектах.
З 2013 року на факультеті діє Спеціалізована вчена рада по захисту кандидатських дисертацій за спеціальностями «Економічна теорія та історія економічної думки» та «Економіка та управління національним господарством».
Вже традиційними та щорічними є міжнародні науково-практичні конференції за участі вітчизняних та зарубіжних науковців:
- Математичні методи, моделі та інформаційні технології в економіці
- Наукова спадщина Йозефа Алоїза Шумпетера та сучасність: погляд із минулого в майбутнє
- Фінансові інструменти сталого розвитку економіки

Важливим осередком студентської науково-дослідної роботи є Студентське наукове економічне товариство як об’єднання творчої молоді економічного факультету Чернівецького національного університету імені Юрія Федьковича, що сприяє розвитку науки та виникненню інтересу до наукової роботи в молодіжному середовищі.

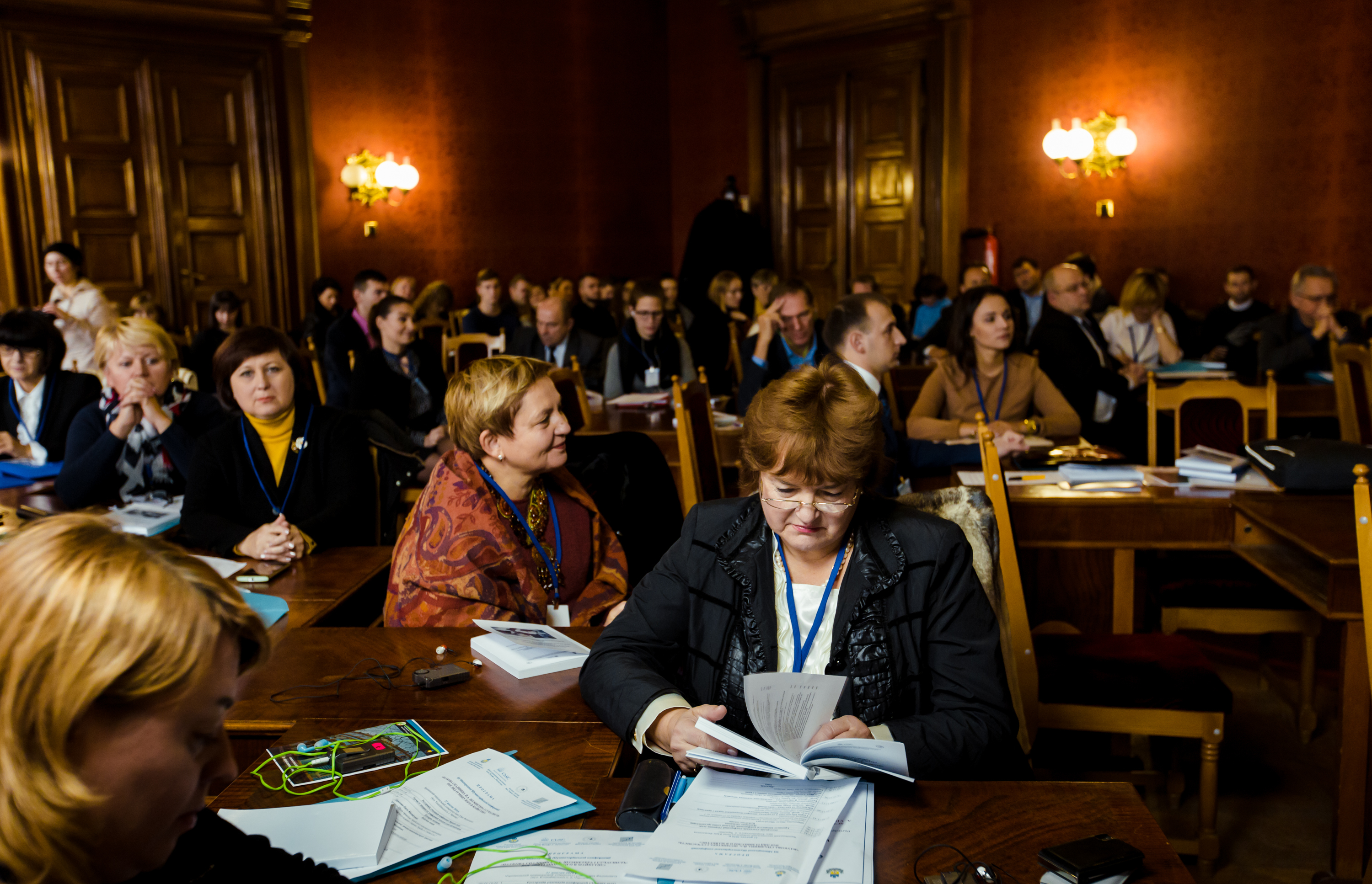
Міжнародна наукова конференція "Наукова спадщина Йозефа Алоїза Шумпетера та сучасність: погляд із минулого в майбутнє."

## Міжнародна діяльність
Економічний факультет тісно співпрацює з Університетом Нурланду (Норвегія), Віденським університетом (Австрія), Університетом м. Грац (Австрія), Мюнстерським Університетом прикладних наук (Німеччина), Альпійсько-адріатичним Університетом м. Клагенфурт (Австрія), Дюссельдорфським Університетом прикладних наук (Німеччина), Університетом м. Гронінген (Нідерланди), Сучавським університетом імені Стефана чель Маре  (Румунія), Університетом м. Ясси імені Олександру Йоан Кузи (Румунія), Інститутом доктора Я.-У. Сандала (Норвегія), Українсько-скандинавським центром (Україна), Університетом м. Лодзь (Польща), Університетом Миколаса Ромеріса (Литва), Університетом м. Валенсія (Іспанія), Університетом Лазарського (Польща), Міжнародним фондом соціальної адаптації (Україна).
Співробітники економічного факультету брали участь в реалізації 3 TEMPUS проектів («Сприяння інтернаціоналізації вищих навчальних закладів у країнах Східного партнерства через культурні та структурні перетворення», «Розбудова партнерства між університетом та підприємством задля навчання на основі компетентнісного підходу в Вірменії, Грузії та Україні», «Підвищення якості освіти»), 3 проектів транскордонного співробітництва «Румунія-Україна-Республіка Молдова»), проекту Jean Monnet «Open Online Course of European Integratine», норвезько-українського проекту з професійної  перепідготовки та соціальної адаптації війсковослужбовців, ветеранів та членів їх сімей.
В рамках короткострокових та довгострокових програм міжнародної мобільності (Erasmus+, Direct Mobility) студенти та викладачі економічного факультету проходять стажування та беруть участь в міжнародних конференціях в університетах Австрії, Іспанії, Нідерландів, Німеччини, Норвегії, Польщі, Румунії, Словаччини, Угорщини. Підвищення професійного рівня викладачів факультету забезпечується шляхом проведення занять в закордонних закладах вищої освіти, в той же час, професори партнерських університетів виступають із гостьовими лекціями на економічному факультеті. Спільно із Інститутом доктора філософії Яна-У.Сандала (Норвегія) щороку на економічному факультеті проводиться Школа соціального підприємця. Інновації-Бізнес-Суспільство.
На факультеті діють дві програми подвійних дипломів з Університетом імені Міколаса Ромерісі (м. Вільнюс, Литва) та Вищою Лінгвістичною Школою (м. Ченстохова, Польща).

## Студентська самореалізація
Студентська самореалізація є центральним елементом системи виховної роботи на економічному факультеті, яку формують заходи національного, інтелектуального, трудового, громадсько-правового, морального, художньо-естетичного, екологічного, фізичного виховання та заходи індивідуальної роботи зі студентською молоддю і студентським активом. Всебічна студентська самореалізація є пріоритетом керівництва факультету, профільного заступника з навчально-виховної роботи та кураторів академічних груп факультету. Саме допомога особистості в її самореалізації сприяє підготовці молоді до самостійного життя у складних і суперечливих умовах сьогодення, до вибору соціально ціннісних орієнтирів у навчанні, роботі, спілкуванні, дозвіллі та життєтворчості. Студент в умовах організації виховної роботи на факультеті на будь-якому рівні (творчому, реконструктивному, репродуктивному) може розкрити свої можливості та здібності, свій потенціал. Беручи участь у різних видах позанавчальної роботи, студенти поповнюють особистий досвід, а також здобувають необхідні вміння та навички; розвивають спільний інтерес до будь-якої діяльності, а також підвищують пізнавальну активність. Різні форми виховної роботи допомагають студенту подолати суперечності між «Я»-ідеалом і «Я»-реальністю та найбільш ефективно пройти всі етапи процесу самореалізації.
Студенти економічного факультету є багаторазовими переможцями загальноуніверситетських конкурсів «Студент-студентка року», «Університет має талант», «ЧНУ ловить ритм», «Від Івана до Йордана», конкурсів КВН, фестивалю гумору «Прикол HUB», конкурсу «Шевченківські читання», а також організаторами факультетських конкурсів «Міс-містер економічного факультету», «Міс-містер баланс», «Кращий з перших», «Зіркові дуети» та ін. Спартакіада студентів ЧНУ є яскравим свідченням спортивної міці студентської молоді факультету, що втілено у постійних призових місцях та особливих здобутках у командних іграх з футболу, баскетболу, волейболу та шахів.

Студентська молодь факультету не стоїть осторонь соціально-важливих питань та проєктів. Соціальний напрямок роботи є одним із найважливіших для студентських лідерів. Студентство факультету активно організовує благодійні акції, стає донорами та проводить соціальні челенджі. 

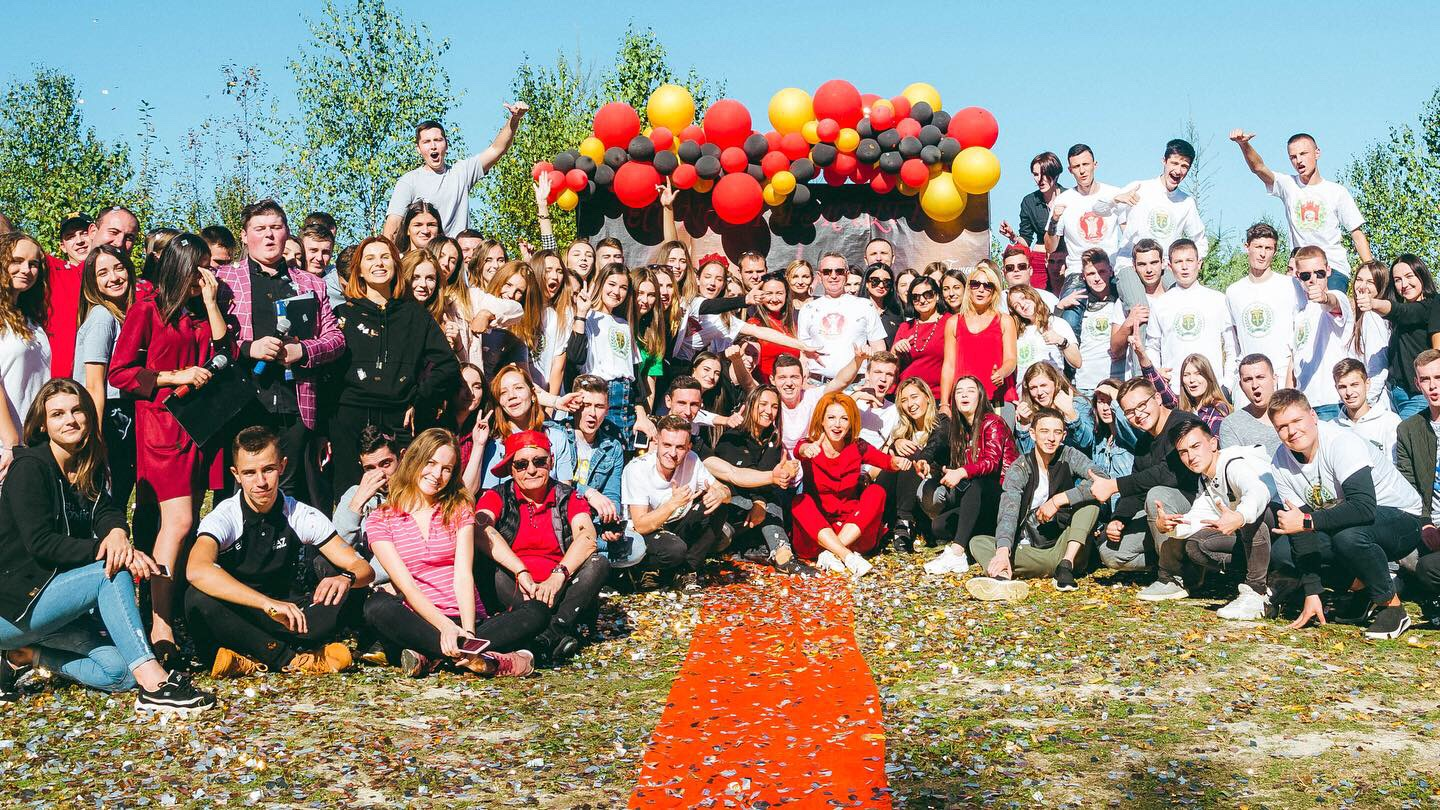
Активне студентське життя

## Структура факультету
- Кафедра бізнесу та управління персоналом[1]
- Кафедра економіко-математичного моделювання[2]
- Кафедра економічної теорії, менеджменту та адміністрування[3]
- Кафедра маркетингу, інновацій та регіонального розвитку[4]
- Кафедра міжнародної економіки[5]
- Кафедра обліку, аналізу і аудиту[6]
- Кафедра фінансів і кредиту[7]
- Кафедра публічних, корпоративних фінансів та фінансового посередництва[8]
- Кафедра підприємництва, торгівлі та біржової діяльності[9]